# Скрипиця (річка)
Скрипиця — річка в Білорусі у Житковицькому районі Гомельської області. Ліва притока річки Прип'яті (басейн Прип'яті).

## Опис
Довжина річки 36  км, похил річки 0,04м/км , площа басейну водозбіру 360 км² , середньорічний стік 1,4 м³/с . Формується притоками та безіменними струмками.

## Розташування
Бере початок за 1,5 км на південно-східній стороні від села Лагвошчи. Тече переважно на південний схід і на північно-західній стороні від села Переров впадає у річку Прип'ять, праву притоку річки Дніпра.